# Gouvernement Saïd Fofana (1)
République de Guinée
Doré Saïd Fofana (2)
Le gouvernement Saïd Fofana (1) est le premier gouvernement de la Guinée sous le régime du président Alpha Condé du 5 janvier 2011 a janvier 2014. Proposé par le Premier ministre Mohamed Saïd Fofana.

## Composition
Le gouvernement nommé le 5 janvier 2011, outre le Premier ministre, est composé de quarante membres et un secrétaire.
Le premier remaniement ministériel a lieu le 6 octobre 2012 ; composé de 35 membres dont une création .

## Galerie

### Premier ministre
| Image | Fonction         | Nom                 | Parti           |
| ----- | ---------------- | ------------------- | --------------- |
|       | Premier ministre | Mohamed Saïd Fofana | RPG Arc-En-Ciel |

## Ministre d'État
| Image                              | Fonction                                                             | Nom                                          | Parti           |
| ---------------------------------- | -------------------------------------------------------------------- | -------------------------------------------- | --------------- |
|                                    | Ministre d'État, Secrétaire Général à la Présidence de la République | François Lounceny Fall (jusqu'au 06/10/2012) | RPG Arc-En-Ciel |
| Mory Doumbouya (depuis 19/06/2020) | Ministre d'État, Secrétaire Général à la Présidence de la République |                                              |                 |
|                                    | Ministre d'État, Ministre de l’Énergie et de l'Hydraulique           | Papa Koly Kourouma                           | GRUP            |
|                                    | Ministre d'État, Ministre des Travaux publics                        | Ousmane Bah                                  | RPG Arc-En-Ciel |

## Ministres
| Image                                 | Fonction                                                                         | Nom                                                          | Parti           |
| ------------------------------------- | -------------------------------------------------------------------------------- | ------------------------------------------------------------ | --------------- |
|                                       | ministre des Postes, des Télécoms et des Nouvelles Technologies de l'Information | Oyé Lamah Guilavogui                                         | RPG Arc-En-Ciel |
|                                       | Ministre des Mines et de la Géologie                                             | Mohamed Lamine Fofana                                        | RPG Arc-En-Ciel |
|                                       | ministre de la Justice, Garde des Sceaux                                         | Christian Sow                                                | RPG Arc-En-Ciel |
|                                       | Ministre Directeur de Cabinet à la Présidence de la République                   | Mohamed Diané                                                | RPG Arc-En-Ciel |
|                                       | Ministre Chef de Cabinet à la Présidence                                         | Kiridi Bangoura                                              | RPG Arc-En-Ciel |
|                                       | ministre de l’Économie et des Finances                                           | Kerfalla Yansané                                             | RPG Arc-En-Ciel |
|                                       | ministre des Audits, du Contrôle de l’Économie et des Finances                   | Aboubacar Sidiki Koulibaly                                   | RPG Arc-En-Ciel |
|                                       | Ministre de la Sécurité et de la Protection Civile                               | Mamadouba Toto Camara (jusqu'au 06/10/2012)                  | RPG Arc-En-Ciel |
| Mouramani Cisse                       | Ministre de la Sécurité et de la Protection Civile                               |                                                              |                 |
|                                       | ministre de l’Hôtellerie, du Tourisme et de l’Artisanat                          | Hadja Mariam Baldé                                           |                 |
|                                       | Ministre des Sports                                                              | Aboubacar Sidiki Camara (Titi Camara ) (jusqu'au 06/10/2012) |                 |
|                                       | Ministre de l’Administration du territoire et de la Décentralisation             | Alhassane Condé                                              | RPG Arc-En-Ciel |
|                                       | Ministre de la Santé et de l’Hygiène Publique                                    | Naman Keita                                                  |                 |
|                                       | Ministre de l'Urbanisme, de l'Habitat et la Construction                         | Mathurin Bangoura                                            | RPG Arc-En-Ciel |
| Ibrahima Bangoura                     | Ministre de l'Urbanisme, de l'Habitat et la Construction                         |                                                              |                 |
|                                       | Ministre de la Coopération Internationale                                        | Koutoubou Moustapha Sano                                     | RPG Arc-En-Ciel |
|                                       | Ministre de la Jeunesse et de l’Emploi jeunes                                    | Sanoussy Bantana Sow (jusqu'au 06/10/2012)                   | RPG Arc-En-Ciel |
|                                       | Ministre de la Jeunesse, de l’Emploi jeunes et des Sports                        | Sanoussy Bantana Sow                                         |                 |
|                                       | Ministre du Travail et de la Fonction publique                                   | Fatoumata Tounkara                                           | RPG Arc-En-Ciel |
|                                       | Ministre du Commerce                                                             | Mohamed Dorval Doumbouya                                     | RPG Arc-En-Ciel |
|                                       | Ministre des Affaires sociales et de la Promotion féminine et de l’Enfance       | Nanténin Chérif (jusqu'au 06/10/2012)                        | RPG Arc-En-Ciel |
| Hadja Diaka Diakité                   | Ministre des Affaires sociales et de la Promotion féminine et de l’Enfance       |                                                              |                 |
|                                       | Ministre de l'Alphabétisation et de la promotion des langues nationales          | Bamba Camara                                                 | RPG Arc-En-Ciel |
|                                       | Ministre de l'Enseignement Pré-Universitaire et de l’Alphabétisation             | Ibrahima Kourouma                                            | RPG Arc-En-Ciel |
|                                       | ministre de l’Enseignement supérieur et de la Recherche scientifique             | Morikè Damaro Camara (jusqu'au 06/10/2012)                   | RPG Arc-En-Ciel |
| Téliwel Baïlo Diallo                  | ministre de l’Enseignement supérieur et de la Recherche scientifique             |                                                              |                 |
|                                       | Ministre de l’Emploi, l’Enseignement technique, de la Formation professionnelle  | Albert Damantang Camara                                      | RPG Arc-En-Ciel |
|                                       | Ministre de la Pêche et de l’Aquaculture                                         | Moussa Condé                                                 | RPG Arc-En-Ciel |
|                                       | Ministre de l'Agriculture                                                        | Jean Marc Telliano (jusqu'au 06/10/2012)                     | RPG Arc-En-Ciel |
| Emile Yombouno                        | Ministre de l'Agriculture                                                        |                                                              |                 |
|                                       | Ministre de l'Information                                                        | Diris Dialé Doré (jusqu'au 06/10/2012)                       | RPG Arc-En-Ciel |
| Togba Césaire Kpoghomou               | Ministre de l'Information                                                        |                                                              |                 |
|                                       | Ministre de l’Élevage                                                            | Mamadou Korka Diallo (jusqu'au 06/10/2012)                   | RPG Arc-En-Ciel |
|                                       | Ministre de la Culture et du Patrimoine Historique                               | Ahmed Tidiane Cissé                                          | RPG Arc-En-Ciel |
|                                       | Ministre du Plan                                                                 | Souleymane Cissé (jusqu'au 06/10/2012)                       | RPG Arc-En-Ciel |
| Sékou Traoré                          | Ministre du Plan                                                                 |                                                              |                 |
|                                       | Ministre de l’Industrie, des PME                                                 | Ramatoulaye Bah                                              | RPG Arc-En-Ciel |
|                                       | Ministre Charger des guinéens de l’Étranger                                      | Rougui Barry                                                 | RPG Arc-En-Ciel |
|                                       | Ministre des Affaires étrangères et des Guinéens de l'étranger                   | Édouard Nyankoye Lamah (jusqu'au 06/10/2012)                 | RPG Arc-En-Ciel |
| François Louceny Fall (06/10/2012 - ) | Ministre des Affaires étrangères et des Guinéens de l'étranger                   |                                                              | RPG Arc-En-Ciel |
|                                       | Ministre des Droits de l’Homme et des Libertés Publiques                         | Kalifa Gassama Diaby (du 06/10/2012)                         |                 |

## Ministres Délégués
| Image                       | Fonction                                                                            | Nom                                 | Parti           |
| --------------------------- | ----------------------------------------------------------------------------------- | ----------------------------------- | --------------- |
|                             | Ministre délégués aux Affaires sociales et de la Promotion féminine et de l’Enfance | Diaka Diakité (jusqu'au 06/10/2012) | RPG Arc-En-Ciel |
| Mimi Coumbassa              | Ministre délégués aux Affaires sociales et de la Promotion féminine et de l’Enfance |                                     |                 |
|                             | Ministre déléguées chargées de l'environnement                                      | Saran Mady Touré                    | UFC (Guinée)    |
|                             | Ministre déléguées aux Transports                                                   | Aliou Diallo                        | UFC (Guinée)    |
| El Hadj Tidiane Traoré      | Ministre déléguées aux Transports                                                   |                                     |                 |
|                             | Ministre déléguées à la Défense nationale                                           | Abdoul Kabèlè Camara                | RPG Arc-En-Ciel |
|                             | Ministre déléguées au Budget                                                        | Mohamed Diaré                       | RPG Arc-En-Ciel |
|                             | Ministre Délégué à la Sécurité chargé de la Réforme des Services de Sécurité        | Mouramany Cissé                     | RPG Arc-En-Ciel |
| Ministre Délégué à la Santé | Dr Naman Keita                                                                      |                                     |                 |
|                             | Ministre Délégué aux Guinéens de l’Etranger                                         | Hadja Rouguy Barry                  |                 |

## Secrétaire
| Image | Fonction                            | Nom                | Parti           |
| ----- | ----------------------------------- | ------------------ | --------------- |
|       | Secrétariat général du gouvernement | Sékou Kissi Camara | RPG Arc-En-Ciel |

## Parité hommes - femmes
Comptant cinq femmes et trente-six hommes avec le Premier ministre, le gouvernement est presque paritaire.
Durant la campagne électorale, Alpha Condé a promis de l'emploi pour les femmes et les jeunes.